# Zora Dubljević
Zora Dubljević (Servisch: Зора Дубљевић) (Sarajevo, 7 augustus 1938), is een Servisch volkszangeres. Ze is een van de belangrijkste zangeressen van voormalig Joegoslavië. Een van haar grootste hits is "Svi me momci vole" (1972).

## Biografie
Zora Dubljević werd in 7 augustus 1938 in de stad Sarajevo in Bosnië en Herzegovina, destijds onderdeel van het Koninkrijk Joegoslavië, geboren. Dubljević voltooide  een rechtenstudie aan de Universiteit van Sarajevo.
Dubljević' vader, Jovo, stierf in 1946. Haar moeder, Marija (1913-2000), werd 90 jaar oud. Zora heeft één oudere broer, Rado, geboren in 1950.
Dubljević hield als kind al van sevdah en zong regelmatig tijdens haar school- en studietijd. In 1958 werd ze na audities aangenomen als zanger bij Radio Sarajevo. Begin jaren zestig nam ze voor het eerst muziek op, bij het platenlabel Jugoton uit Zagreb. Dubljević verkocht meer dan 100.000 stuks van haar eerste plaat en werd daarmee de eerste artiest in Bosnië en Herzegovina met een gouden plaat. Later nam ze ook platen op voor platenlabel PGP RTB.

## Discografie

### Albums
- 1962 — Pjesme iz Bosne
- 1963 — Siroče sam, na sve mi se žaluje
- 1964 — Ne ašikuj, Mujo
- 1965 — Prva ljubav
- 1966 — Sjajna zvijezda gdje si sinoć sjala
- 1967 — Stalo sanjam tvoje oči
- 1968 — Doviđenja
- 1970 — Uvela je ljubav
- 1971 — Nemoj da se čudiš
- 1972 — Svi me momci vole
- 1975 — Moje pismo
- 1978 — Ja krijem da volim
- 1979 — Oj momčiću dilberčiću
- 1984 — Ti si mi sve
- 2016 — Folk zvijezde zauvjek